# عمر أونان
عمر أونان (بالتركية: Ömer Onan)‏ مواليد 4 فبراير 1978، هو لاعب كرة سلة تركي سابق. يبلغ طوله 6 قدم 3 بوصة (1.9 م). بعد الاعتزال في أغسطس 2014 أصبح مدربا وهو الآن يدرب فريق فنربخشة لكرة السلة.

## فرق لعب لها
- فنربخشة لكرة السلة

## الميداليات
| الميدالية | المسابقة                         |
| --------- | -------------------------------- |
| فضية      | بطولة أمم أوروبا لكرة السلة 2001 |
| فضية      | بطولة كأس العالم لكرة السلة 2010 |

## روابط خارجية
- عمر أونان على موقع الاتحاد الدولي لكرة السلة (الإنجليزية)
- عمر أونان على موقع الدوري الأوروبي لكرة السلة (الإنجليزية)
- عمر أونان على موقع كرة السلة الأوروبية.كوم (الإنجليزية)
- عمر أونان على موقع ريلجم (الإنجليزية)
- عمر أونان على موقع بروبوليرز (الإنجليزية)
- عمر أونان على موقع سبورتس رفرنس (الإنجليزية)